# Dünnwalder Wald
Der Dünnwalder Wald ist ein rund 410 Hektar großer Stadtwald im Nordosten Kölns. Er ist Bestandteil der Bergischen Heideterrasse. Neben dem Stadtteil Dünnwald, über den er sich im Wesentlichen erstreckt, grenzt er auch an Höhenhaus und Dellbrück. Dabei reicht er bis in die Stadtgebiete von Bergisch Gladbach und Leverkusen. In Köln ist der Dünnwalder Wald neben dem Königsforst ein wichtiger Bestandteil des rechtsrheinischen Grüngürtels.

## Geschichte

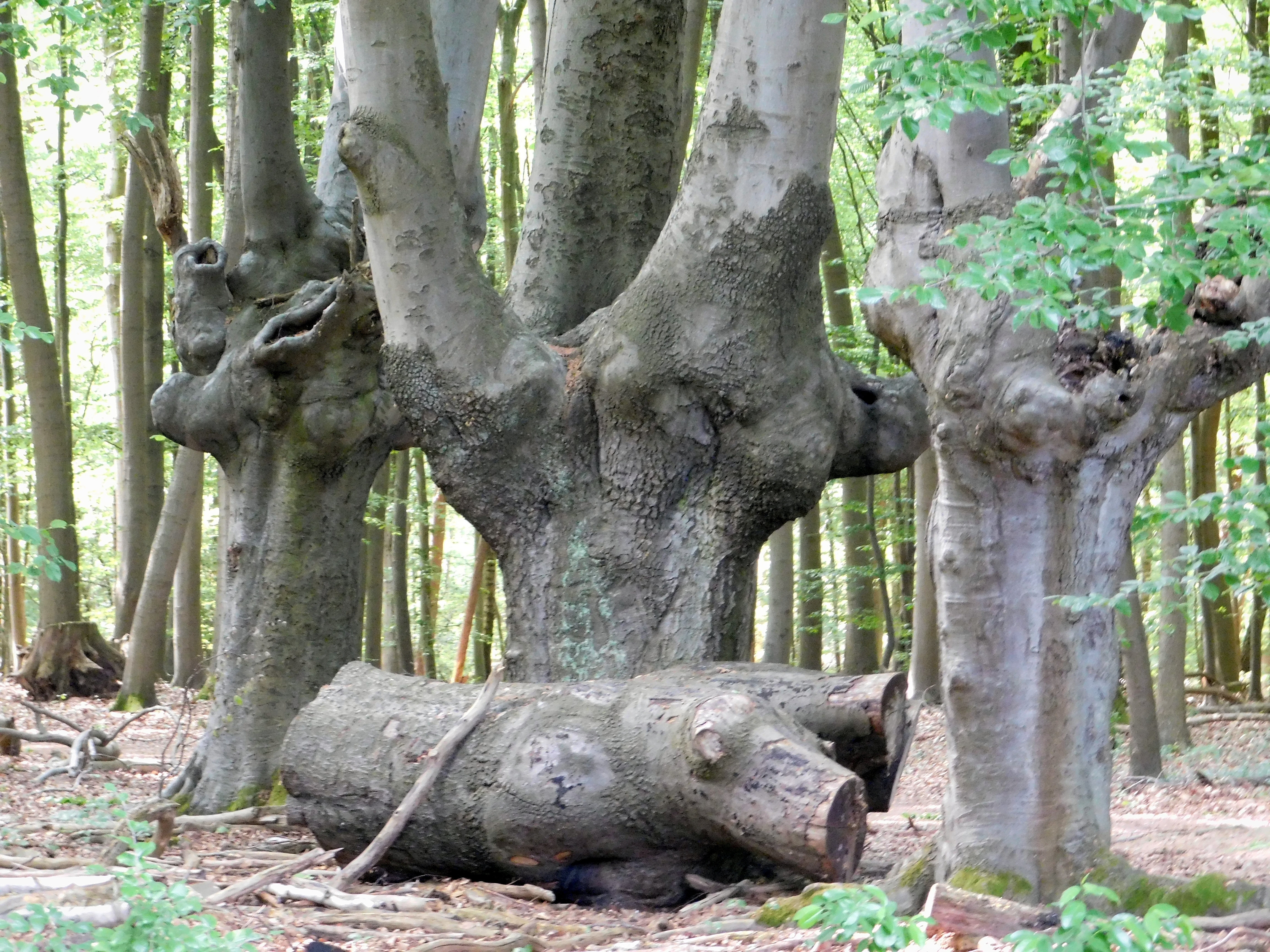
Buchen im Kölner Landschaftsschutzgebiet Dünnwalder Wald

Das heute als „Dünnwalder Wald“ bekannte Gelände ist das ursprüngliche Gebiet der Dünnwalder und der Thurner Heide, der Gemeindeheiden („Gemeen“) der umliegenden Ortschaften. Die preußische Uraufnahme von 1844 zeigt hier noch großflächig offene Heidegebiete. Bereits 1893 (preußische Neuaufnahme) waren weite Teile dieser Heiden generalstabsmäßig mit der in der Niederrheinischen Bucht nicht heimischen Waldkiefer (Pinus sylvestris) aufgeforstet worden.
Aufgrund von Landwirtschaft und militärischer Nutzung konnten, so im Naturschutzgebiet Dellbrücker Heide und im Bereich der Schlebuscher Dünen, wertvolle und artenreiche offene Lebensräume punktuell vor der zweiten Aufforstungswelle der Nachkriegszeit bewahrt werden. Doch Bebauung, Aufforstung, der Kiesabbau bzw. die nachträgliche Rekultivierung machten auch diese spätestens in den 1980ern fast vollständig zunichte. Teile von Dünnwalder und Thurner Heide galten noch in den 1970ern als eine der wichtigsten Heuschreckenvorkommen des Landes NRW, u. a. mit der Rotflügeligen Ödlandschrecke, der Feldgrille oder dem Warzenbeißer. Diese Arten sind nun verschollen, ihre Lebensräume verschwunden.
1956 stellte die Kölner Stadtverwaltung in Zusammenarbeit mit der Schutzgemeinschaft Deutscher Wald ein umfangreiches Aufforstungsprogramm für das rechtsrheinische Stadtgebiet auf, um die Wohngebiete gegen Abgase und Staub besser abzuschirmen.
Ursprünglich wurde der Wald vorwiegend als Mischwald mit einer Vielzahl von Nadelwaldstücken angelegt. Dies ist darauf zurückzuführen, dass das Waldgebiet auf der rechtsrheinischen Mittelterrasse liegt, wo der Boden hauptsächlich aus Sand und Kies besteht und nur wenige schmale Streifen mit besserem Erdreich vorhanden sind, die auch bessere Bedingungen für den Pflanzenwuchs bieten. Auf dem übrigen eher kargen Boden gedeihen am besten Kiefern und Birken. Erst mehrere Jahrzehnte später begann die Forstverwaltung, den Dünnwalder Wald allmählich zu einem Laubwald umzugestalten. Da der Wald aufgrund seiner Art nur wenig natürliche Nistgelegenheiten für Vögel bietet, wurden hier viele Nistkästen aufgehängt. Außer gut gepflegten Wegen bietet der Dünnwalder Wald dem Spaziergänger oder Wanderer auch eine Reihe von Schutzhütten. Am 21. April 1996 kam es zu einem nicht unerheblichen Waldbrand, der allerdings nur einen kleinen Teil des Waldes niederbrannte, der sich heute wieder vollständig erholt hat.

## Sehenswürdigkeiten

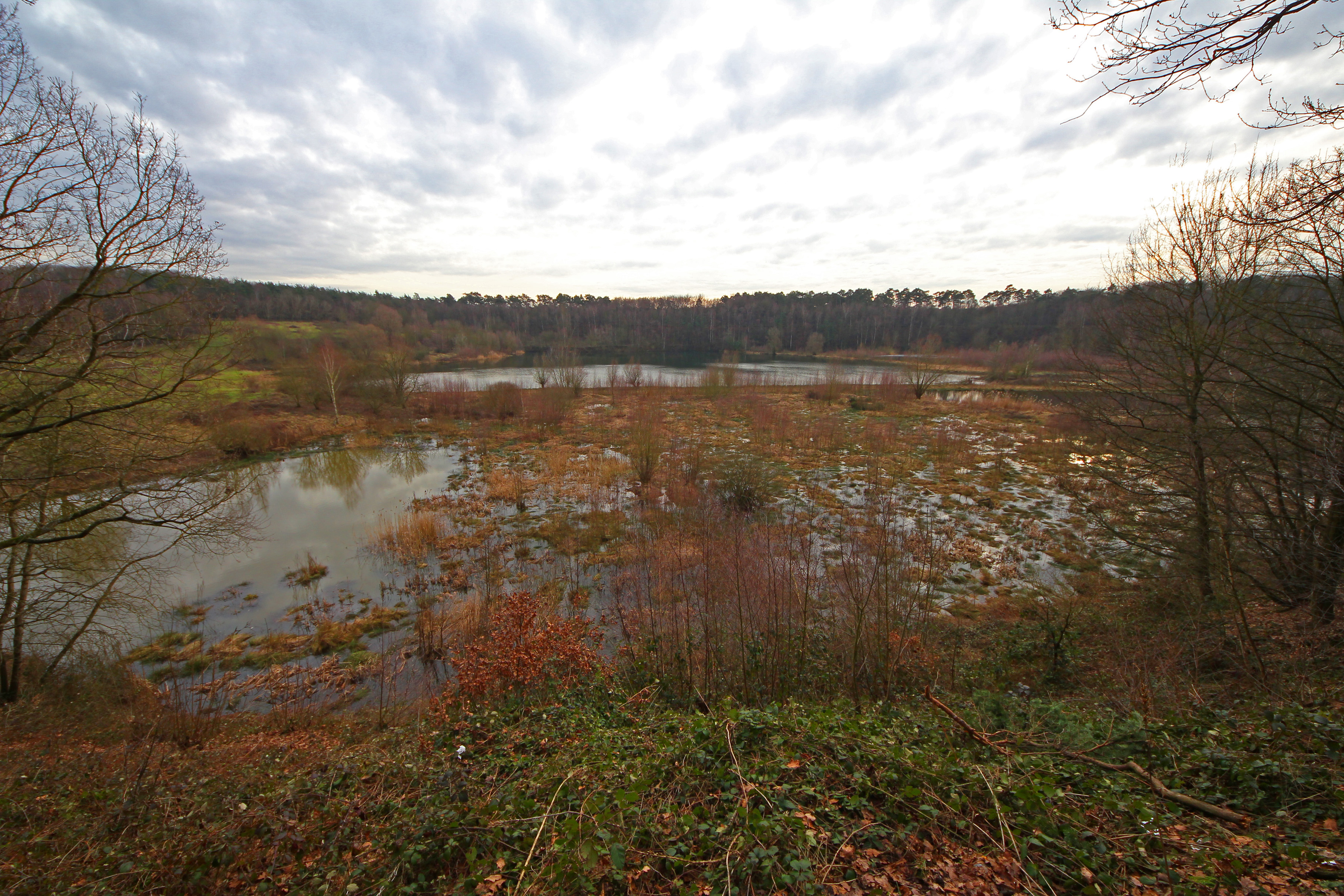
Das Naturschutzgebiet Am Hornpottweg im Dünnwalder Wald

Im Dünnwalder Wald liegt das Naturschutzgebiet „Am Hornpottweg“, eine ehemalige Kiesgrube, die in den 1980er Jahren, wenige Jahre nach ihrer Stilllegung, sich zu einem besonders wertvollen Biotop entwickelt hat, das zahlreichen Tier- und insbesondere Vogelarten Lebensraum bietet. Hier kann man nicht nur einheimische Vögel zu Gesicht bekommen, sondern auch zahlreiche Zugvögel, die die Grube als bevorzugten Rastplatz nutzen. Die Grube ist durch einen Rundweg umschlossen, von dem sich dem Besucher ideale Beobachtungsmöglichkeiten eröffnen. Das Naturschutzgebiet am Hornpottweg liegt am nördlichen Rande des Dünnwalder Waldes, nahe der Stadtgrenze zu Leverkusen-Schlebusch.
Nahe den Wohngebieten in Köln-Dünnwald liegt am Waldrand der Dünnwalder Wildpark, der zeitgleich mit der Aufforstung gegründet wurde. Der Wildpark ist ein frei zugängliches, etwa 20 Hektar großes Gelände, auf dem mehrere Wildtierarten in Gehegen leben, darunter Wildschweine, Damwild, Europäische Mufflons sowie die hierher aus Polen angesiedelten Wisente. Den Dünnwalder Wildpark kann man auch während einer der kostenlosen Führungen erkunden, die jeden zweiten Mittwoch im Monat um 14 Uhr nahe dem Eingang Kalkweg / Dünnwalder Mauspfad stattfinden. In der Nähe des Wildparks, auf der anderen Seite des Dünnwalder Mauspfades, befindet sich das sogenannte Arboretum, ein 4,3 Hektar großes Gelände, das seit Anfang der 1960er Jahre von der Schutzgemeinschaft Deutscher Wald als Sammlung einiger wertvoller Bäume und Sträucher genutzt wird. Hier kann man auch in deutschen Wäldern sonst nicht vorkommende Gewächse aus gemäßigten Klimazonen sehen, wie beispielsweise Taubenbaum, Magnolie, Tulpenbaum, Scheinbuche, Mammutbaum oder Zeder. Die Anlage des Arboretums hat unter anderem zum Ziel, die Möglichkeiten einer Anpflanzung solcher Bäume in deutschen Wäldern zu untersuchen.

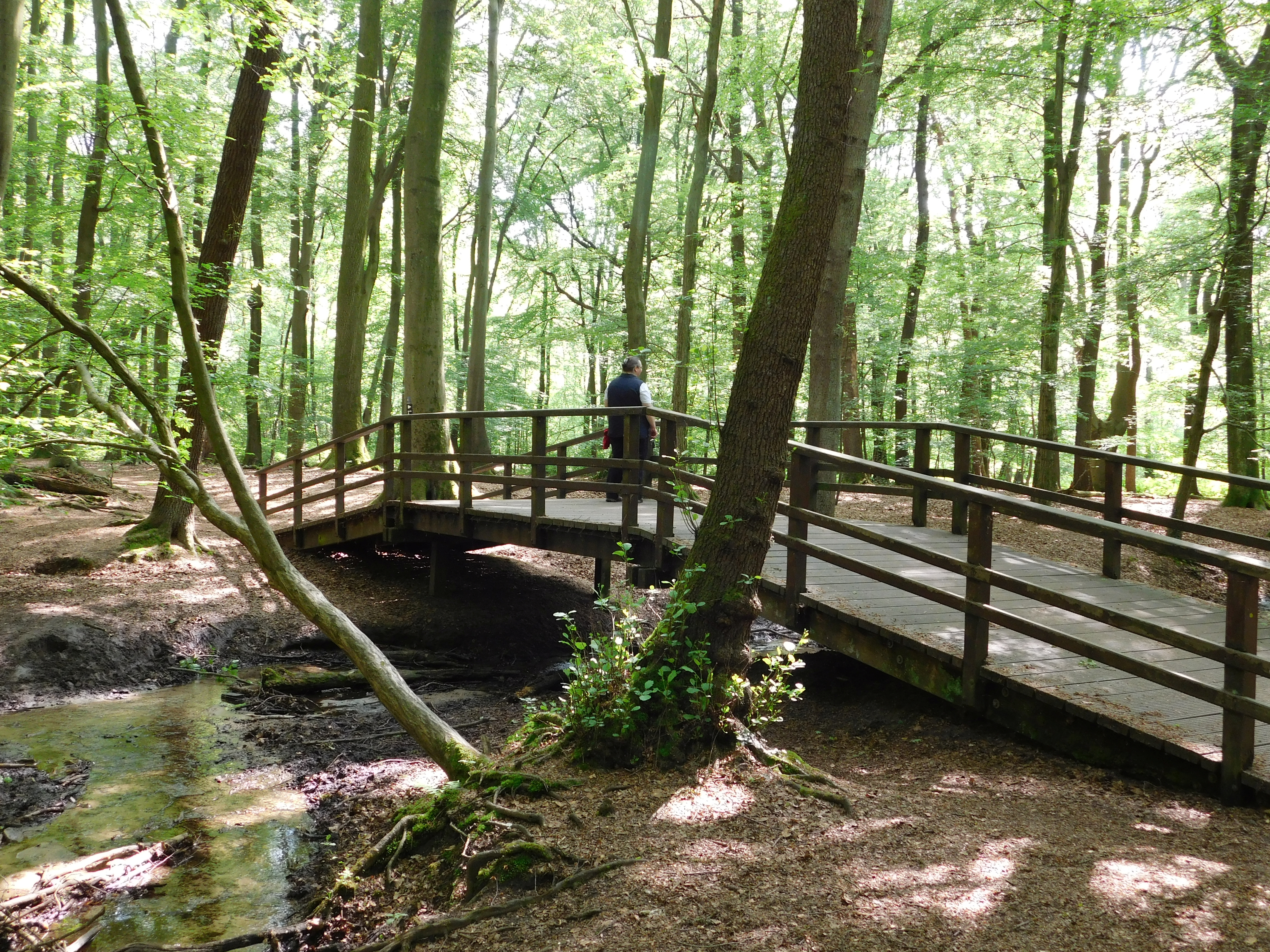
Brücke über den Hoppersheider Bach im NSG Nittum-Hoppersheider Bruch im Dünnwalder Wald

Im Stadtgebiet von Bergisch  Gladbach, beim Ortsteil Schildgen, liegt das Naturschutzgebiet „Nittum-Hoppersheider Bruch“ im Dünnwalder Wald.